# 大城真乃
大城 真乃（おおしろ しんの、2002年11月24日 - ）は、沖縄県国頭郡宜野座村出身のプロ野球選手（投手・育成選手）。左投左打。福岡ソフトバンクホークス所属。

## 経歴

### プロ入り前
宜野座村立松田小学校から「松田クラブ」で軟式野球を始め、宜野座村立宜野座中学校では「宜野座ゴールデンオーシャン」に所属する。中学3年生の頃に阪神タイガースの宜野座春季キャンプで開かれた少年野球教室で、捕手役のウィリン・ロサリオ相手に投げた経験がある。
高校は沖縄県立宜野座高等学校に進学。2年生夏の第101回全国高等学校野球選手権沖縄大会1回戦で登板する。3年生の夏の第102回全国高等学校野球選手権大会はコロナ禍のなか中止となり、甲子園出場はならなかった。代替試合として行われた夏季沖縄県高等学校野球大会では、1回戦の対コザ高等学校では15奪三振で完投勝利。2回戦の対沖縄尚学高等学校では、0対1で敗れるも11奪三振を記録し、被安打4、1失点で完投した。
2020年10月26日に行われたプロ野球ドラフト会議にて、福岡ソフトバンクホークスから育成ドラフト七巡目指名され、11月14日、支度金300万円、年俸360万円（金額は推定）で契約合意に達した。背番号は134。

### プロ入り後
2021年は、二軍公式戦に登板は無く、三軍では25試合の登板で76回2/3を投げ、4勝3敗1セーブ、防御率4.23を記録する。
2022年、二軍公式戦で1試合登板し、三軍では29試合の登板で119回2/3を投げ、5勝9敗1セーブ、防御率3.01の成績を残す。
2023年、前年の10月に行った動作解析で、横回転の動きが良いことが判明し、シーズンの初めから嘉弥真新也にアドバイスを貰いながら、投球フォームを今までのスリークォーターからサイドスローに変更する。9月5日の三軍戦、対読売ジャイアンツ戦では三者連続三振を記録するなど、二軍公式戦での登板は無かったが、三軍・四軍戦では52試合の登板で63回を投げ、2勝1敗、防御率2.86と前年の成績を上回る。
2024年はウエスタン・リーグ14試合に登板。1勝1敗、防御率2.50という成績を残す。
2025年は春季キャンプ途中に一軍に合流すると、3月1日の埼玉西武ライオンズ戦で登板し、火消しの役割をこなした。

## 選手としての特徴
- 最速140km/hのストレートと肘や手首が柔らかい投法で、制球と球のキレが持ち味の投手[2][6]。
- 2022年のシーズンオフまでスリークォーターの投球フォームだったが、2023年シーズンよりサイドスローに変更した[13]。

## 詳細情報

### 背番号
- 134（2021年[8] - ）

### 登場曲
- 「The Spectre」Alan Walker（2021年）
- 「I Want It That Way」Backstreet Boys（2021年）
- 「手と手」かりゆし58（2022年）
- 「夢叶う」MONGOL800（2022年）
- 「エイサーの夜」夏川りみ（2023年 - ）
- 「[Longiness」SugLawd Familiar（2023年 - ）